# 明日をまもるナビ
『明日をまもるナビ』（あしたをまもるナビ）は、2021年4月4日からNHK総合テレビジョンで放送されている防災番組である。

## 概要
2021年3月14日まで放送されていた『明日へ』（最終回のタイトルは『明日へ つなげよう』）のシリーズの後番組として放送が開始された。なお、前番組とは異なり、防災啓発番組として放送される。
全国のNHK放送局が防災や減災、復興の動きを中心に取材し、災害（地震や台風、集中豪雨等）への備えを考えるといった内容である。
2022年4月3日放送分は『明日をまもるナビ・スペシャル 〜未来の命を救いたい〜』と題したスペシャルとして放送した。これは、NHKと民放キー局5局（日本テレビ・テレビ朝日・TBSテレビ・テレビ東京・フジテレビ）が東日本大震災から10年となった2021年3月に始動した「NHK民放6局防災プロジェクト」の参加番組であり、井上二郎（NHK）、矢島学（日本テレビ）、山口豊（テレビ朝日）、井上貴博（TBS）、島田弘久（テレビ東京）、佐々木恭子（フジテレビ）がそれぞれパネリストとして出演した。それ以降も同プロジェクト参加番組の一つとして毎年放送されている。
2024年4月7日放送分は、同年1月1日に発生した令和6年能登半島地震を受け、『明日をまもるナビ NHK民放6局防災プロジェクト4 被災地の声に耳を傾ける』と題して放送。パネリストとして今井翔馬（NHK）、中島芽生（日本テレビ）、山木翔遥（テレビ朝日）、日比麻音子（TBS）、田中瞳（テレビ東京）、木村拓也（フジテレビ）が参加したほか、番組進行にはNHKの片山千恵子に加え、フジテレビの伊藤利尋が担当した。
2024年12月22日は、翌月で阪神・淡路大震災から30年になるのを前に、人と防災未来センターにて公開収録が行われ、その模様は2025年1月12日放送分にて『明日をまもるナビ 阪神・淡路大震災30年 〜記憶・教訓を未来へ〜』と題して放送された。一方、2025年1月19日放送分は『明日をまもるナビ 関西民放NHK連携プロジェクト』と題した上、NHK大阪放送局と関西民放6社（毎日放送・朝日放送テレビ・関西テレビ・読売テレビ・テレビ大阪・サンテレビ）による共通テーマ「守りたい、だから伝える」の参加番組の一つとして放送された。

## 放送時間
- 日曜 10:05 - 10:50
  - 『日曜討論』が拡大放送となる場合など、放送時間が変更される場合がある。
  - 選抜高等学校野球大会、および全国高等学校野球選手権大会の開催期間中には、総合テレビでの中継を優先するため、本番組については原則休止。なお、高校野球が雨天中止となった場合や休養日となった場合には「明日をまもるナビ 選」として過去に放送した内容を再放送することがある。
  - スポーツ中継がない場合でも都合上再放送となる場合がある。

### 異時放送
2022年1月16日放送分は同月17日（16日深夜）0時35分から急遽放送された。これは当初、通常の放送時間である同月16日10時台に予定していたが、放送前日に発生したトンガ王国の火山大規模噴火により、日本の沿岸に津波警報・注意報が発令され、関連の臨時ニュースで該当の時間に放送出来なかったことや該当回が翌日に発生から27年を迎える阪神・淡路大震災を扱った内容であり、後日放送が困難だった事によるものである。

## 出演者
MC
- 片山千恵子（2024年4月 - ）

ナレーション
- 森田茉里恵（2023年4月 - ）
- 勝呂恭佑（2024年4月 - ）
- 大谷舞風（2024年4月 - ）
- 矢崎智之（2025年4月 - ）
- 高山大吾（2025年4月 - ）
- 廣瀬雄大（2025年4月 - ）
- 豊島実季（2025年4月 - ）
- 井田香菜子（2025年4月 - ）

ゲスト
- 防災研究センター長や大学教授、タレント等が出演。気象関係の話題を扱う場合は、NHK気象情報担当の斉田季実治が出演する。

### 過去の出演者
MC
- 塚原愛（2021年4月 - 2024年3月）

ナレーション
- 小西政親（ - 2024年4月）
- 川﨑理加（ - 2024年4月）
- 星麻琴（ - 2024年4月）
- 八田知大（ - 2024年4月）
- 佐藤あゆみ（2023年4月 - 2025年3月）
- 金子峻（2023年4月 - 2025年3月）
- 小野文明（2023年4月 - 2025年3月）
- 谷口慎一郎（2024年4月 - 2025年3月）
- 野口葵衣（2024年4月 - 2025年3月）

## テーマ曲
- Pax Japonica Groove『Breakthrough The Sky』